# Liste der Kreisstraßen im Landkreis Verden

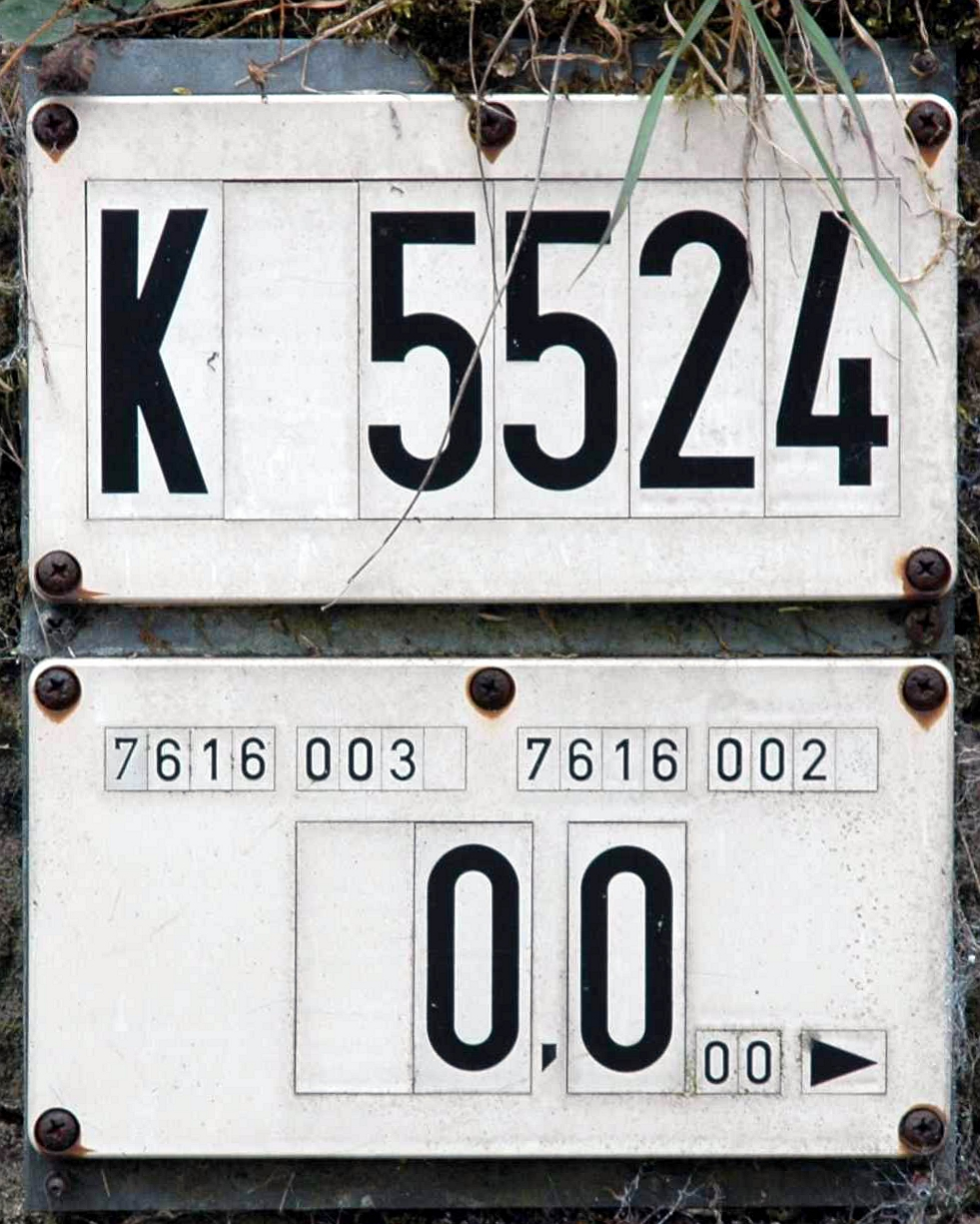
Stationszeichen

Die Liste der Kreisstraßen im Landkreis Verden führt alle Kreisstraßen im niedersächsischen Landkreis Verden auf.

## Abkürzungen
- K: Kreisstraße
- L: Landesstraße

## Liste
Nicht vorhandene bzw. nicht nachgewiesene Kreisstraßen werden in Kursivdruck gekennzeichnet, ebenso Straßen und Straßenabschnitte, die unabhängig vom Grund (Herabstufung zu einer Gemeindestraße oder Höherstufung) keine Kreisstraßen mehr sind. 
Der Straßenverlauf wird in der Regel von Nord nach Süd und von West nach Ost angegeben.
| Nr.  | Verlauf |
| ---- | --- |
| K 1  | (Bremen) – Landesgrenze – Bollen |
| K 2  | L 154 in Quelkhorn – K 34 – Fischerhude – Sagehorn – Bockhorst – L 167/L 168 in Oyten                                                                  |
| K 3  | (K 113 im Landkreis Rotenburg (Wümme)) – Kreisgrenze – L 154 in Quelkhorn                                                                              |
| K 4  | L 132 in Otterstedt – K 36 – Narthausen – Kreisgrenze – (K 202 im Landkreis Rotenburg (Wümme))                                                         |
| K 5  | L 156 in Bassen – Schanzendorf – K 6 – K 9 – Mitteldorf – L 155 in Posthausen                                                                          |
| K 6  | K 5/K 9 in Schanzendorf – Badenermoor – Baden – K 23 – L 158                                                                                           |
| K 7  | L 155 – Grasdorf – K 9 – Steinberg – Etelsen – L 158 – Hagen                                                                                           |
| K 8  | L 203 – Morsum – Beppen – Kreisgrenze – (K 143 im Landkreis Diepholz)                                                                                  |
| K 9  | K 5/K 6 in Schanzendorf – Grasdorf – K 7 – Langenwedelermoor – – Daverden – L 158 – Intschede – L 203                                                  |
| K 10 | L 155 in Dahlbrügge – L 158 in Langwedel |
| K 11 | in Walle – Holtum auf der Geest – K 21 – Wedehof – Kreisgrenze – (K 206 im Landkreis Rotenburg (Wümme))                                                |
| K 12 | L 171 in Kirchlinteln – K 13 |
| K 13 | L 171 in Kohlenförde – K 12 – Kükenmoor – Neddenaverbergen – K 30 – K 38 – L 160                                                                       |
| K 14 | – Wahnebergen – Ahnebergen – Barnstedt – Westen – K 15 – Hülsen – Hülsen Bahnhof – Donnerhorst – Kreisgrenze – (K 112 im Landkreis Heidekreis)         |
| K 15 | in Dörverden – K 17 – K 14 in Westen |
| K 16 | – Döhlbergen – Rieda |
| K 17 | in Dörverden – K 15 – Diensthop |
| K 18 | L 171 in Kirchlinteln – Brammer – Kreepen – K 25 – Klein Sehlingen – Groß Sehlingen – K 32 – Schafwinkel – L 171                                       |
| K 19 | L 159 in Wittlohe – Stemmen – L 160 |
| K 20 | (K 145 im Landkreis Diepholz) – Kreisgrenze – Neu Wulmstorf – Kuhlenkamp – L 202 in Einste                                                             |
| K 21 | K 11 in Holtum auf der Geest – Deelsen – Kirchlinteln – L 171 – Weitzmühlen – K 38 – L 160 in Verden (Aller)                                           |
| K 22 | L 171 – Klein Linteln – Schmomühlen – Brunsbrock – Bendingbostel – L 171 – Klein Heins – Groß Heins – Kreisgrenze – (K 126 im Landkreis Heidekreis)    |
| K 23 | /L 156 in Baden – K 6 in Baden |
| K 24 | Haberloh, Abzweig zum Schießplatz – Haberloh – L 155 in Völkersen                                                                                      |
| K 25 | (K 233 im Landkreis Rotenburg (Wümme)) – Kreisgrenze – K 18 in Kreepen                                                                                 |
| K 26 | L 155 in Posthausen – Kreisgrenze – (K 234 im Landkreis Rotenburg (Wümme))                                                                             |
| K 27 | L 158 in Langwedel – Eissel bei Verden (Aller) – in Verden (Aller)                                                                                     |
| K 28 | in Dauelsen – Uhlenmühlen – Scharnhorst – K 21 |
| K 29 | K 38 in Armsen – L 160 |
| K 30 | K 13 in Neddenaverbergen – Lehringen – Kreisgrenze – (K 125 im Landkreis Heidekreis)                                                                   |
| K 31 | L 155 in Völkersen – |
| K 32 | K 18 – Kreisgrenze – Odeweg – (K 228 im Landkreis Rotenburg (Wümme))                                                                                   |
| K 33 | (K 146 im Landkreis Rotenburg (Wümme)) – Kreisgrenze – L 132 in Otterstedt                                                                             |
| K 34 | (K 25 im Landkreis Osterholz) – Kreisgrenze – Quelkhorn – L 154 – K 2                                                                                  |
| K 35 | Benkel – Kreisgrenze – (K 241 im Landkreis Rotenburg (Wümme)) – Kreisgrenze – K 4 in Narthausen                                                        |
| K 36 | K 4 in Otterstedt – Kreisgrenze – (K 242 im Landkreis Rotenburg (Wümme))                                                                               |
| K 37 | L 132 – Eckstever |
| K 38 | K 21 in Weitzmühlen – Armsen – K 29 – K 13 in Neddenaverbergen                                                                                         |
| K 60 | K 75 – Donnerstedt – K 66 – K 72 – L 354 in Thedinghausen                                                                                              |
| K 62 | Ahsen – Oetzen – L 203 in Morsum |
| K 65 | L 203 – Holtorf |
| K 66 | L 203 in Dibbersen – Oeningstedt – Dibbersen Bahnhof – Donnerstedt – K 60 – K 72 – K 67 – K 68 – Thedinghausen – L 203 – Thedinghausen Nordost – L 203 |
| K 67 | L 203 – K 66 – Westerwisch – L 354 in Thedinghausen |
| K 68 | K 66 in Thedinghausen – L 354 in Thedinghausen |
| K 69 | L 203 – Eißel bei Thedinghausen – L 203 in Thedinghausen                                                                                               |
| K 71 | Horstedt – L 203 |
| K 72 | K 60/K 66 in Donnerstedt – L 331 in Emtinghausen |
| K 73 | L 354 – L 331 (östlich von Emtinghausen) |
| K 74 | L 354 – L 331 (südlich von Emtinghausen) |
| K 75 | L 331 in Riede – K 60 |